# Bad Iburg
Bad Iburg é uma cidade da Alemanha localizada no distrito de Osnabrück, estado de Baixa Saxônia.